# Граф Тирон

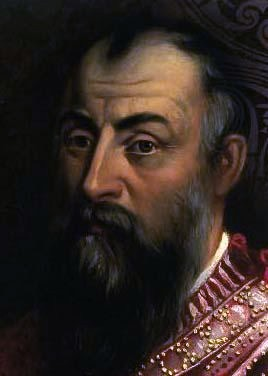
Хью О’Нил, граф Тирон (1550—1616)

Граф Тирон (англ. Earl of Tyrone) — аристократический титул, созданный трижды в системе Пэрства Ирландии (1542, 1673, 1746).

## Графы Тирон, первая креация (1 октября 1542)
Английские короли из династии Тюдоров, проводившие политику сдачи и новых пожалований, стремились подчинить ирландских племенных вождей и привлечь их на свою сторону, раздавая им дворянские титулы, подарки и земельные владения.
В 1542 году король ирландского королевства Тир Эогайн и глава клана О’Нил Конн Баках О’Нил (ок. 1480—1559), совершил поездку в Англию, где в Гринвиче был представлен английскому королю Генриху VIII Тюдору. Конн Баках О’Нил принес оммаж английскому королю, отказался от своего ирландского королевского титула и независимости. Взамен Генрих VIII Тюдор пожаловал ему титул графа Тирона в системе Пэрства Ирландии, а его незаконнорождённый сын Мэттью (Фэрдохра) О’Нил получил титула барона Данганнона и право на наследование графского титула после смерти отца.
Это вызвало недовольство законных сыновей Конна Бакаха. Старший из них, Шейн О’Нил (1530—1567), в 1558 году умертвил своего сводного брата Мэттью, а сам Конн Баках был изгнан из Тирона в Пейл, где скончался в 1559 году. После смерти своего отца Шейн О’Нил стал вождем клана О’Нил и правителем королевства Тир Эогайн (Тирон) в Ольстере.

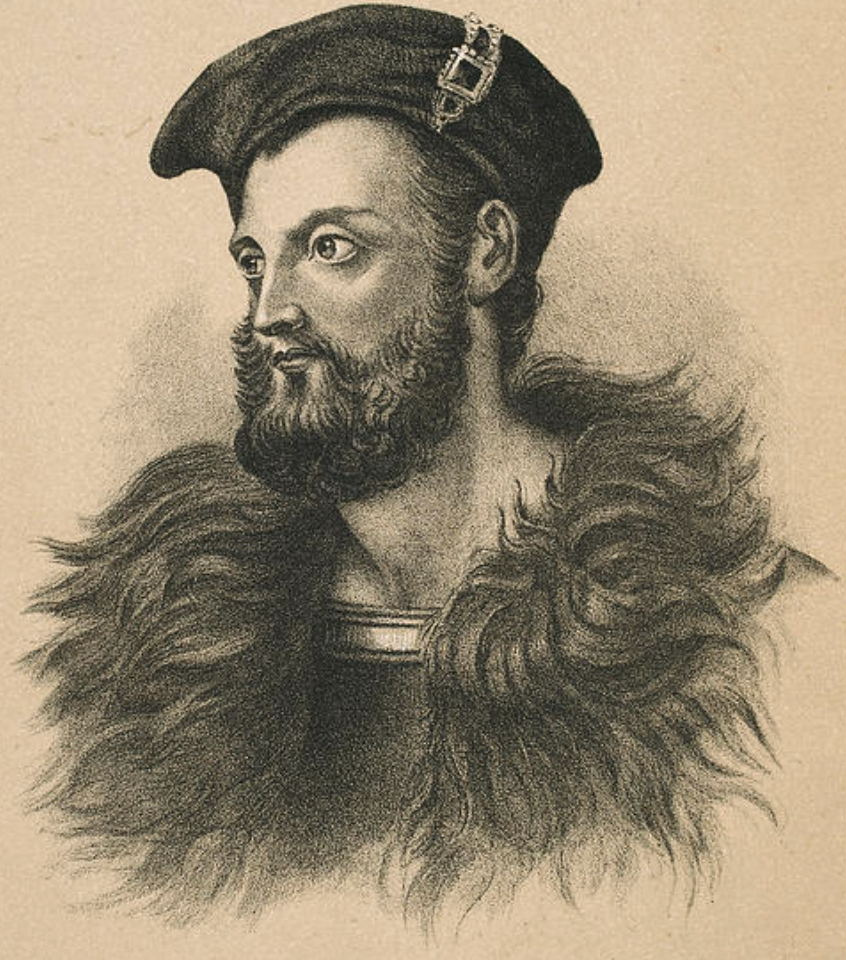
Оуэн Руад О’Нил (1590—1649)

Согласно английским феодальным законам, Бриан О’Нил (ум. 1562), старший сын убитого Мэттью О’Нила, должен был унаследовать титул графа Тирона, но на практике он получил только титул 2-го барона Данганнона. Английская королева Елизавета Тюдор предлагала признать Шейна О’Нила в качестве нового графа Тирона, так как он фактически правил Тироном и был старшим из законных сыновей, но переговоры закончились неудачно. Молодой и неженатый Бриан О’Нил был убит в 1562 году своим родственником, танистри Тирона Турлохом Луйнехом О’Нилом, исполнявшим приказ Шейна О’Нила. В 1567 году после гибели Шейна О’Нила в Антриме от рук шотландцев фактическим правителем Тирона стал Турлох Луйнех О’Нил (1567—1593). Английское правительство поддерживало права Хью О’Нила (ок. 1550—1616), 3-го барона Данганнона и младшего брата Бриана О’Нила. В 1585 году Хью О’Нил был признан английскими властями в качестве графа Тирона, а в 1593 году правитель Тирона Турлох Луйнех О’Нил вынужден был уступить верховную власть ему в Тир Эогайне.
В 1594—1603 годах Хью О’Нил, граф Тирон, возглавлял восстанием в Ирландии против английского владычества, известным как «Девятилетняя война». В 1603 году графы Тирон и Тирконнелл, потерпев поражение в восстании, вынуждены были сдаться английскому командованию и заключили Меллифонтский мирный договор. В сентябре 1607 года графы Тирон и Тирконнелл со своими семьями и сторонниками тайно бежали из Ирландии в Европу. Их земельные владения в Северной Ирландии (Ольстер) и наследственные титулы были конфискованы английской администрацией. В 1614 году ирландский парламент подтвердил осуждение беглых графов.
Несмотря на своё бегство и конфискацию владений, Хью (Аод) О’Нил и его сыновья продолжали по-прежнему именоваться графами Тирон. В настоящее время ирландский титул графа Тирона считается угасшим. Потомки незаконнорождённых братьев графа Хью О’Нила считают себя главами клана О’Нил и являются испанскими грандами с титулом граф Тирон.
Графы Тирон:
- Конн О’Нил (ок. 1484—1559), 1-й граф Тирон (1542—1559)
  - Мэттью О’Нил (ок. 1520—1558), 1-й барон Данганнон (1542—1558), незаконнорождённый сын предыдущего
    - Бриан О’Нил (ум. 1562), 2-й барон Данганнон (1558) и 2-й граф Тирон (1559), старший сын предыдущего
    - Хью О’Нил (ок. 1550—1616), 3-й барон Данганнон (1562), 2-й или 3-й граф Тирон (1585—1607), младший брат предыдущего
      - Хью О’Нил, барон Данганнон (ок. 1585—1609), 4-й барон Данганнон, сын предыдущего.

## Барон Данганнон
Основная статья: Барон Данганнон
Баронство Данганнон было создано в 1542 году для Мэттью (Фэрдохры) О’Нила, незаконнорождённого сына Конна Бакаха О’Нила (ок. 1480—1559), короля Тир Эогайна (1519) и 1-го графа Тирона (1542). После смерти своего отца Мэттью получил право на наследование титула графа Тирона. Старшие сыновья и внуки графа Тирона носили в качестве «титула учтивости» титул барона Данганнона.
В 1558 году после гибели Мэттью О’Нила новым бароном Данганнона стал его старший сын Бриан О’Нил (1558—1562). В 1559 году посл смерти своего деда Конна Бакаха О’Нила Бриан не был признан графом Тирона, а продолжал именоваться бароном Данганнона. В 1562 году Бриан О’Нил был убит своим родственником Турлохом Луйнехом О’Нилом, действовавшим по приказу Шейна О’Нила, дяди соперника Бриана. После гибели Бриана титул барона Данганнона унаследовал его младший брат Хью О’Нил (1550—1616), который в 1585 году получил грамоту о признании за ним титула графа Тирона. Хью О’Нил (1586—1609), старший сын Хью О’Нила от второго брака, также носил титул барона Данганнона.
Бароны Данганнон:
- 1542—1558: Мэттью О’Нил, 1-й барон Данганнон (ок. 1520—1558)
- 1558—1562: Бриан О’Нил, де-юре 2-й барон Данганнон (ум. 1562)
- 1562—1585: Хью О’Нил, 3-й барон Данганнон (ок. 1550—1616)
- 1587—1608: Хью О’Нил, барон Данганнон, де-юре 4-й барон Данганнон (ок. 1585—1609)

В 1608 году отец и сын, Хью О’Нил, граф Тирон, и Хью О’Нил, барон Данганнон, были лишены английским правительством своим наследственных титулов. Молодой Хью вместе со своим отцом отправился в Рим, где скончался летом 1609 года.

## Изгнанники
Хью О’Нил и его семья продолжали употреблять титул графа Тирона за границей. В Испании О’Нилы признавались в качестве графов де Тирон (Conde de Tyrone).
Хью О’Нил (ок. 1550—1616), бежал в 1607 году из Ирландии в Италию, он был лишен своих наследственных титулов и владений в 1608 году.
Генри О’Нил (ок. 1586—1617), сын предыдущего от второго брака с Джоан О’Доннелл. В качестве полковника ирландского полка служил в испанской армии во Фландрии. Кавалер Ордена Сантьяго
Шейн (Хуан, Джон, Шон) О’Нил (1599—1641), сын Хью О’Нила от четвёртого брака с Кэтрин Мадженнис. Унаследовал титул графа Тирона после смерти своего отца (1616). После смерти своего сводного брата Генри получил чин полковника ирландского полка. Был кавалером Ордена Калатравы и мажордомом в Мадриде. Скончался во время осады Барселоны.
Его младшие братья умерли молодыми. Конн О’Нил (ок. 1601—1627), скончался в заключении в Тауэре, и Бриан О’Нил (1604—1617), был повешен в Брюсселе
Уго Эухенио О’Нил, сын и наследник Шейна. Был узаконен королём Филиппом IV после смерти Шейна, но умер молодым и бездетным.
Конн (Константино) О’Нил (ум. до 1660), сын Кормака О’Нила, младшего брата графа Хью О’Нила, который скончался в лондонском Тауэре. Шейн О’Нил назвал его вторым наследником, если Уго Эухенио умрет бездетным. Конн скончался прежде Уго Эухенио и не носил титул графа. Оуэн Руад Шейн О’Нил (1585—1649), сын Арта О’Нила и племянник Хьюго О’Нила, графа Тирона, признавал, что права на графский титул принадлежат Дону Константино, который находится в Испании. Потомки Мэттью О’Нила носили титул графа Тирона до 1692 года.
Хью Дуб О’Нил (1611—1660), сын Арта Ога О’Нила и племянник Оуэна Руада О’Нила. Участвовал в Ирландском восстании 1641—1642 годов, где сражался под командованием своего дяди Оуэна Руада О’Нила. В 1660 году после восстановления Стюартов в Англии Хью Дуб обратился к королю Карлу II с просьбой о восстановлении титул графа Тирона, но не получил поддержки монарха
Хью О’Нил (после 1644 — ок. 1670), сын Генри Руада О’Нила и внук Оуэна Руада О’Нила. В 1667 году стал кавалером испанского ордена Калатравы.
Оуэн О’Нил (ум. после 1689), сын Бриана О’Нила, внук Конна О’Нила и внучатый племянник Оуэна Руада О’Нила. Получил образование в Риме. После Оуэна никто не претендовал на титул графа Тирона до XIX века.
Дон Бернардо О’Нил (ок. 1619—1681), полковник ирландского полка Тирона, племянник генерала Оуэна Руада. Служил капитаном во Фландрии с 1636 года, участвовал в войне Ирландской Конфедерации, затем вернулся во Фландрию и получил разрешение сформировать ирландский полк в 1663 году. В 1673 году стал графом Тирона после смерти Хью, сына Генри Мак Оуэна Руада.
Эухенио О’Нил, сын Бриана и внук генерала Оуэна Руада. После смерти дона Бернардо в 1681 году стал титулярным полковником и 8-м графом Тироном.

## Поздние претенденты
Главами клана О’Нил были тиронские О’Нилы, правители королевства Тир Эогайна (графства Тирона). Их дальние родственники О’Нилы из Клэндебоя или Клэнабоя в графстве Антрим были вождями клана в конце правления Арта Мак Аода О’Нила, с 1509 по 1514 год, когда 1-й граф был молод. О’Нилы из Клэндебоя, как и О’Нилы из Тирона, находились на службе католических держав. В 1740 году они переехали на постоянное жительство в Португалию.
Дон Хорхе О’Нил из Клэнабой отправил свою родословную из Лиссабона в геральдическую службу Ольстера. В 1896 году он получил письмо от сэра Генри Фарнэма Берка, геральда Сомерсета, который признавал, что Дон Хорхе доказал своё королевское происхождение от королей Ирландии, род которого происходил от Хью О’Нила, графа Тирона. Хотя это происхождение не давала права на звание пэра, Дон Хорхе О’Нил носил титул графа де Тирона, а его потомки использовали титул принца Клэндебоя.

## Бароны Пауэр (1535)
- Ричард Пауэр, 1-й барон Пауэр (умер 10 ноября 1539), сын сэра Пирса Пауэра и Кэтрин Фицджеральд
- Пирс Пауэр, 2-й барон Пауэр (1526 — 16 октября 1545), старший сын предыдущего
- Джон Пауэр, 3-й барон Пауэр (1529 — 8 ноября 1592), младший брат предыдущего
- Ричард Пауэр, 4-й барон Пауэр (ок. 1553 — 8 августа 1607), сын предыдущего
- Джон Пауэр, 5-й барон Пауэр (ок. 1599—1661), сын Джона Ога Пауэра (ум. до 1600) и внук предыдущего
- Ричард Пауэр, 6-й барон Пауэр (130—1690), граф Тирон и виконт Десси с 1673 года.

## Графы Тирон, вторая креация (9 октября 1673)
Дочерние титулы: виконт Десси (1673) и барон Пауэр (1535)
- 1673—1690: Ричард Пауэр, 1-й граф Тирон (1630 — 14 октября 1690), старший сын Джона Пауэра, 5-го барона Пауэра (1599—1661), 6-й барон Пауэр с 1661 года
- 1690—1693: Джон Пауэр, 2-й граф Тирон (ок. 1665 — 14 октября 1693), старший сын предыдущего
- 1693—1704: Джеймс Пауэр, 3-й граф Тирон (1667 — 19 августа 1704), младший брат предыдущего

## Наследники титула барона Пауэра
Джон Пауэр (умер 1724), мэр Лимерика
Генри Пауэр (1699—1742)
Джон Пауэр (умер 1743), сын Эдмонда Пауэра (ум. 1698)
Уильям Пауэр (умер 1755), сын Эдмонда Пауэра (ум. 1698)
Джеймс Пауэр (умер 1757), младший брат предыдущего
Эдмонд Пауэр, сын предыдущего
Уильям Пауэр (1745—1813), сын предыдущего
Эдмонд Пауэр (1775—1830), сын Джона Пауэра, внук Эдмонда Пауэра
Джон Уильям Пауэр (1816—1851), сын предыдущего, депутат парламента от Дангарвана и графства Уотерфорд
Эдмонд Джеймс де ла Поэр (1841—1915), старший сын предыдущего, депутат и высокий шериф Уотерфорда
Джон Уильям Риваллон де ла Поэр (1882—1939), сын предыдущего, лорд-лейтенант Уотерфорда
Эдмонд Роберт Арнольд де ла Поэр (1911—1995), старший сын предыдущего
Энтони Эдмонд Риваллон де ла Поэр (1940 г.р.), старший сын Джона Пирса Энтони де ла Поэра (1916—1943), племянник предыдущего

## Графы Тирон, третья креация (18 июля 1746)
- 1746—1763: Маркус Бересфорд, 1-й граф Тирон (16 июля 1694 — 4 апреля 1763), единственный Тристрама Бересфорда, 3-го баронета из Колрейна (1669—1701), и Николы Софии Гамильтон (1666—1713). Женат с 1717 года на Кэтрин (1701—1769), дочери Джеймса Пауэра, 3-го графа Тирона. Депутат Ирландской палаты общин от Колрейна (1715—1720), 4-й баронет из Колрейна (1701), виконт Тирон (1720) и барон Бересфорд (1720), великий магистр Великой ложи Ирландии (1736—1738).
- 1763—1800: Джордж де Ла Поэр Бересфорд, 2-й граф Тирон (8 января 1735 — 3 декабря 1800), старший сын предыдущего и Кэтрин Пауэр, в 1789 году для него был создан титул маркиза Уотерфорда. Депутат Ирландской палаты общин от графства Уотерфорд (1757—1760) и Колрейна (1761—1763), барон ла Поуэр (1769), барон Тирон (1786) и маркиз Уотерфорд (1789).

Все последующие графы Тирон являлись маркизами Уотерфорд